# William Hartnell
William Henry Hartnell (St Pancras (Londen), 8 januari 1908 - Marden (Kent), 24 april 1975) was een Brits film- en televisieacteur.

## Loopbaan
Hij speelde onder andere Sam Hackett in The Ringer.

### Doctor Who
Hij was de eerste acteur die de rol van de Doctor in de sciencefictionserie Doctor Who speelde. Na drie jaar kon hij deze rol door ziekte en ouderdom niet meer spelen. De scenarioschrijvers gaven het hoofdpersonage toen de eigenschap zich te regenereren in plaats van te overlijden. Patrick Troughton nam Hartnells rol over en speelde dus de tweede incarnatie van de Doctor.
Hartnell keerde echter wel terug voor de The Three Doctors, een aflevering die gemaakt werd voor 10 jaar Doctor Who. Zijn ziekte was echter zo erg dat hij niet met zijn medespelers op de set kon verschijnen. Zijn scènes werden in Ealing gefilmd voor een zwart doek, met uitzondering van het eerste shot, dat gewoon in zijn tuin gefilmd is, en in de aflevering op een scherm getoond.
Een clip van een scené met Hartnell van het einde van het verhaal The Dalek Invasion of Earth uit 1964 was gebruikt als pre-credits scène voor de aflevering The Five Doctors, een aflevering gemaakt voor 20 jaar Doctor Who. De rest van de aflevering was de Eerste incarnatie gespeeld door Richard Hurndall.
In 2013 speelde acteur David Bradley de rol van William Hartnell in de TV film An Adventure in Space and Time. Bradley speelde in 2017 ook de rol van de Eerste Doctor in de kerstspecial.

## Trivia
- Zijn rol als The First Doctor in de verjaardagsspecial The Three Doctors is Hartnell's laatste rol als acteur. Zijn ziekte maakte het onmogelijk om nadien nog verder te acteren. Hartnell was tijdens deze aflevering zo verzwakt dat hij enkel via een TV scherm te zien was.
- In 2013 hernam Hartnell, dankzij computertechnologie, zijn rol als The Doctor voor The Name of the Doctor. De computerbeelden werden gecombineerd met wijde shots van een stand-in. Hierdoor leek het alsof Hartnell een korte conversatie had met actrice Jenna Coleman.